# Tarcisio Isao Kikuchi
Tarcisio Isao Kikuchi (japanski: 菊地 功, Kikuchi Isao; Miyako, Iwate, 1. studenoga 1958.) japanski je katolički prelat koji služi kao nadbiskup Tokija od 2017. i predsjednik Caritasa Internationalis od svibnja 2023. godine. Bio je biskup Niigate od 2004. do 2017. Prethodno je djelovao kao misionar u Gani. Član je Misionara Božje Riječi.
Kikuchi je služio kao predsjednik Caritasa Japana i Caritasa Azije te je bio član Predstavničkog vijeća Caritasa Internationalis. Papa Franjo ga je 7. prosinca 2024. proglasio kardinalom.